# Georg Michael Pfaff

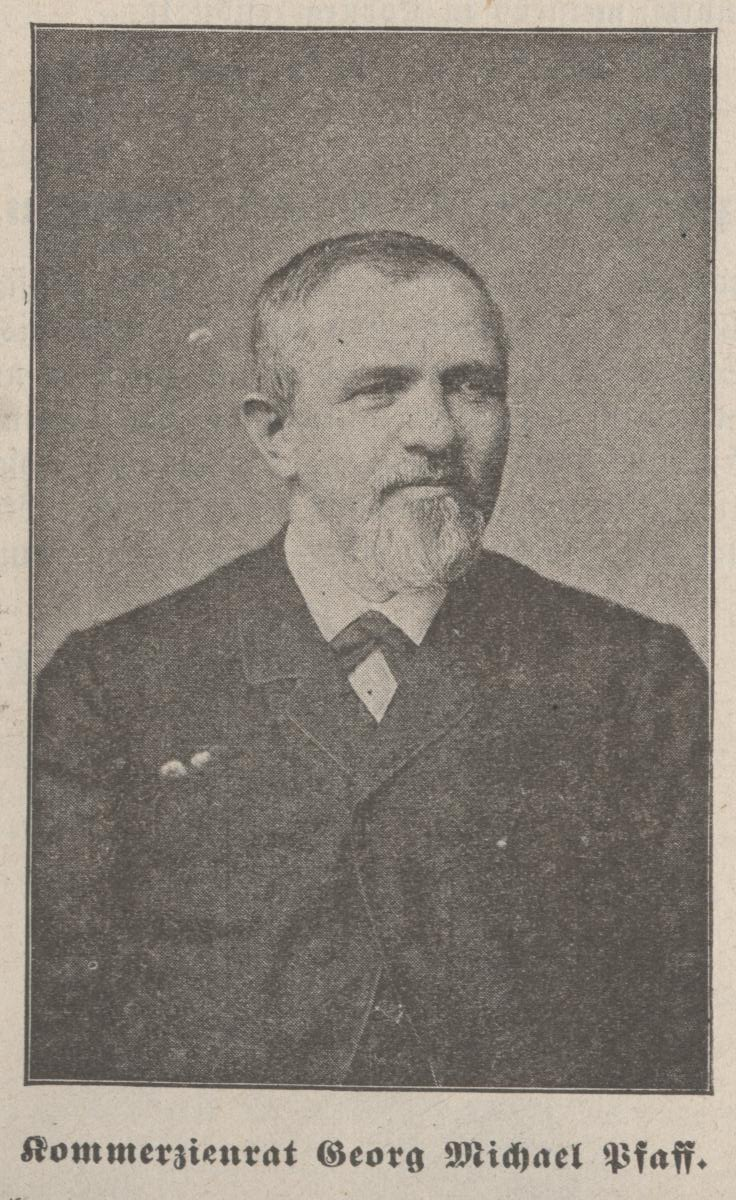
Kommerzienrat Georg Michael Pfaff

Georg Michael Pfaff (* 1. Februar 1823 in Kaiserslautern; † 30. Oktober 1893 ebenda) war ein deutscher Blechblasinstrumentenmacher, Gründer der Nähmaschinenfabrik Pfaff (heute Pfaff Industriesysteme und Maschinen AG) und Politiker.

## Kindheit, Jugend und Ausbildung
Georg Michael Pfaff wurde als neuntes Kind des Drechslers Johannes Pfaff und der Regina Vogt geboren. Er besuchte bis 1834 die protestantische Volksschule, danach die neu gegründete Kreisgewerbeschule bis zu seinem Abschluss als fünftbester von 30 Schülern im Juni 1837.
Im Alter von 15 Jahren begann Pfaff in Mannheim eine Lehre als Blechinstrumentenmacher und beendete diese im April 1840.
Pfaff unternahm zwei Gesellenwanderungen. Die erste führte ihn nach Mainz, Würzburg, Hof, Nürnberg und Augsburg, wo er zwei Jahre arbeitete. Die zweite Gesellenwanderung diente der gehobenen Ausbildung und führte ihn nach Frankfurt am Main, Berlin, Dresden, Prag, Triest, Verona, Mailand, Rom, Marseille und Paris.

## Die Zeit als Blechblasinstrumentenbauer
Im Jahr 1848 eröffnete er eine eigene Werkstatt für Blechblasinstrumentenbau in Kaiserslautern. Er lieferte seine Instrumente nach Kaiserslautern, aber auch bis in die Nordpfalz, wo das pfälzische Musikantentum großen Bedarf hatte.
1849 folgte die Hochzeit mit Johanna Crusius.
Aus dieser Ehe gingen fünf Kinder hervor, von denen zwei in jungen Jahren verstarben. Die drei anderen waren:
- Georg Michael Pfaff (1853–1917)
- Lina Pfaff (1854–1929)
- Jacob Pfaff (1856–1889)

In den Folgejahren lieferte Pfaff über die Pfälzer Grenzen hinaus und bekam 1851 in London einen Preis.

## Die Zeit als Nähmaschinenfabrikant
1862 baute Pfaff seine erste Nähmaschine nach dem Howe-System. Im Juli 1862 lieferte er seine erste Maschine an den Schuhmachermeister Jakob Peter in Kaiserslautern aus. Das Kaiserslauterer Wochenblatt stellte in seiner Ausgabe vom 13. Juli 1863 diese Maschine vor und verkündete, dass sich ein neuer Industriezweig in Kaiserslautern aufgetan habe.
Georg Michael Pfaff verkaufte Nähmaschinen von diversen Herstellern und begann dann, Singer-Nähmaschinen nachzubauen und ein eigenes Werk in der Mozartstraße zu errichten. 1873 übergab er seine Instrumente und Werkzeuge an seinen Bruder Franz und stellte von nun an nur noch Nähmaschinen her.
Mit seinen Söhnen Jakob und Georg führte er das Unternehmen zum Erfolg.
Die Produktionszahlen waren:
- 1871: 510 Nähmaschinen
- 1872: 1.000 Nähmaschinen
- 1890: 18.500 Nähmaschinen
- 1891: 25.000 Nähmaschinen

Nach Pfaffs Tod wurde die Fabrik von seinem Sohn Georg Pfaff (1853–1917) weitergeführt.
Das Landesmuseum Koblenz besitzt eine umfangreiche Sammlung von Pfaff-Nähmaschinen.

## Politiker

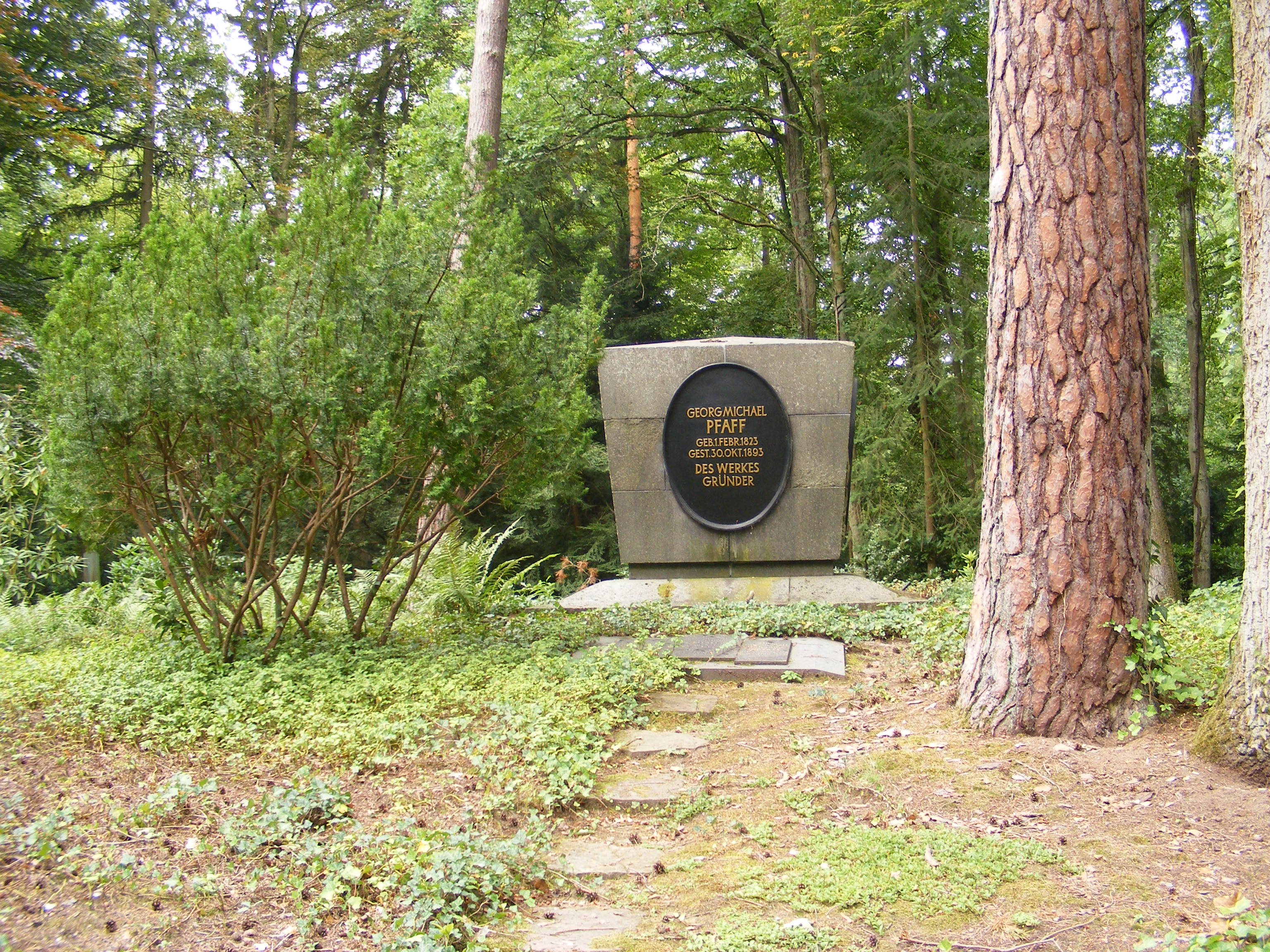
Georg Michael Pfaffs Grab auf dem Kaiserslauterer Hauptfriedhof

Pfaff wurde in der 17. Wahlperiode im Wahlkreis Kaiserslautern/Pfz für die Nationalliberalen in den bayerischen Landtag gewählt. Als er bereits ein Monat nach Beginn der Legislaturperiode starb, folgte ihn Karl Andreä nach.

## Ehrungen
- 1962 wurde die „Georg Michael Pfaff Gedächtnisstiftung“ gegründet, um „de[m] ausschließlichen Ziele […] der Förderung der Volksbildung“, zu dienen. Die Stiftung wurde allerdings später in Stiftung Ökologie & Landbau umbenannt, was den geänderten Zielen der Gründer Rechnung trug.